# Kirill Babaïev
Kirill Vladimirovitch Babaïev (Кири́лл Влади́мирович Баба́ев), né le 30 mai 1978 à Moscou, est un historien russe, vulgarisateur scientifique, linguiste, africaniste et orientaliste. Il est directeur de l'institut de la Chine et de l'Asie contemporaine de l'Académie des sciences de Russie et vice-président du Présidium du conseil scientifique du comité national de recherche des BRICS.

## Biographie
Il est diplômé en l'an 2000 de l'Institut d'État des relations internationales du ministère des Affaires étrangères, où il se spécialiste dans l'étude de la Corée et du Japon. Il est diplômé en relations internationales et en études orientales. Il est diplômé en 2005 de l'Académie russe de l'économie nationale en management financier. En 2008, il soutient sa thèse de doctorat de candidat en sciences philologiques à l'université d'État des sciences humaines de Moscou en spécialité de linguistique historico-comparative et typologique.
À partir de 1999, il travaille dans des groupes financiers et industriels russes dans le domaine des relations internationales, en lien avec les organisations sociales et les organes gouvernementaux. De 1999 à 2001, il travaille dans le groupe Aluminium sibérien («Сибирский алюминий», aujourd'hui «Bazovy Element»), et de 2001 à 2003 à la banque MDM.
En 2003-2004, il est membre de l'administration de l'oblast de Mourmansk, dirigeant le département de politique de l'information et des relations sociales.
De 2004 à 2010, il est vice-président, puis vice-président senior du consortium Groupe Alfa et il est un des fondateurs de la holding de télécommunication Altimo et de la Fondation Altimo.
À partir de 2008, il est dozent de l'Institut des cultures orientales et de l'antiquité de l'université des sciences humaines de Russie, rédacteur et membre du comité de rédaction de la revue Questions de parenté linguistique («Вопросы языкового родства»).
De 2009 à 2011, il est collaborateur scientifique, directeur adjoint de l'Institut de linguistique de l'Académie des sciences de Russie. À partir de 2009, Kirill Babaïev est directeur exécutif de la Fondation pour la recherche fondamentale en linguistique, membre du conseil de rédaction de la maison d'édition De Gruyter Versita. En 2010, lors d'une expédition linguistique en Afrique de l'Ouest, il découvre la langue zialo.
Il dirige en 2011 en tant que directeur exécutif la maison d'édition YaSK («ЯСК»), réunissant les éditions Les Langues des cultures slaves («Языки славянских культур»), Les Manuscrits de l'ancienne Russie («Рукописные памятники Древней Руси») et Signe («Знак»).
De 2013 à 2018, il dirige la filiale moscovite de la compagnie de communication internationale Kreab Gavin Anderson (plus tard Kreab). Il ouvre à Riga en 2014 un musée intitulé Le Monde des chapeaux regroupant des couvre-chefs des peuples du monde.
Kirill Babaïev reçoit en 2016 le prix Éclaireur (Просветитель) pour son livre Qu'est-ce que l'Afrique («Что такое Африка»), après avoir été finaliste dans la catégorie sciences humaines. Il remporte en février 2018 le premier concours panrusse de managers Leaders de Russie.
À partir de mai 2018, il travaille comme directeur des relations publiques de la Sberbank. En mars 2020, il est membre du comité directeur de la compagnie «А1» (qui fait partie du Groupe Alfa), et il reçoit en décembre la charge de partenaire, en tant que directeur général de la compagnie. En avril 2022, il est nommé premier vice-président du consortium Groupe Alfa.
En septembre 2020, il est directeur adjoint, en mai 2023, directeur de l'Institut de la Chine et de l'Asie contemporaine de l'Académie des sciences de Russie.
Il accède au grade de professeur en septembre 2021 et, de mars à novembre 2022, il est doyen de la faculté des relations internationales économiques de l'université des finances auprès du gouvernement de la fédération de Russie,, après quoi i dirige le centre de projets internationaux de cette université.
Kirill Babaïev est vice-président du Présidium du conseil scientifique du comité national de recherche des BRICS, membre du conseil russe des affaires internationales et vice-président de l'association de l'amitié russo-chinoise. Kirill Babaïev occupe le poste de vice-président de la Fondation pour la promotion de l'éducation et de la recherche bouddhistes.

## Activité scientifique
Kirill Babaïev est représentant de l'école moscovite de linguistique historico-comparative, fondée par Vladislav Illitch-Svitytch et Aaron Dolgopolski. Il est disciple des académiciens Sergueï Starostine et Anna Dybo. Il est le premier en Russie à défendre une thèse en 2008 sur la linguistique nostratique: Le rôle des données de comparaison externes pour la reconstruction des indicateurs faciaux indo-européens (sous la direction d'Anna Dybo). La même année, il est le fondateur de la première revue scientifique russe consacrée à la linguistique comparative, Questions de parenté linguistique («Вопросы языкового родства»), publiée par l'Institut de linguistique de l'Académie des sciences de Russie et l'université des sciences humaines de Russie.
En 2010, Kirill Babaïev est à l'origine de la Fondation de recherche linguistique fondamentale, première fondation privée en Russie dans le domaine du soutien à la linguistique russe. Il est coorganisateur du projet international scientifique Proto-langue du Niger-Congo : comparaison et reconstruction » et du Congrès Niger-Congo, dans le but de reconstituer la proto-langue de l'une des plus grandes familles de langues Niger-Congo au monde. En 2011, il est directeur exécutif de la maison d'édition YaSK.
En 2013, il soutient une thèse intitulée La proto-langue Niger-Congo: pronoms personnels où pour la première fois sur la matière d'une analyse comparative de plus de 650 langues africaines, la théorie de l'origine commune des langues nigéro-congolaises est scientifiquement confirmée.
En 2018, il publie la première description sommaire des langues d'Afrique dans la littérature russe dans sa monographie Introduction à la linguistique africaine.
En 2018, la première grammaire de la langue jusque-là non décrite maï (groupe vietnamien de la famille des langues austroasiatiques) est publiée (en collaboration avec I.V. Samarina). Elle est traduite en anglais en 2021 par les éditions Brill.
Ses intérêts de recherche en linguistique se concentrent sur les études orientales, les relations internationales, les études des langues d'Afrique et de l'Asie du Sud-Est, la linguistique historico-comparative. Il s'intéresse aussi à la numismatique de l'Ancienne Russie et à son ethnographie. Il est l'auteur de la première monographie concernant l'histoire numismatique de la principauté de Tmoutarakan. Il a gagné le prix Éclaireur en 2016 pour son livre Qu'est-ce que l'Afrique.

## Quelques publications
- Происхождение индоевропейских показателей лица. Москва: «Эйдос», 2008.  (ISBN 978-5-902948-30-8).
- Монеты Тмутараканского княжества. Москва: «Древлехранилище», 2009.  (ISBN 978-5-93646-157-6).
- (en) Zialo: the Newly-Discovered Mande Language of Guinea. München: Lincom, 2011. 260 pp.  (ISBN 978-3-86288-016-4).
- Нигеро-конголезский праязык. Личные местоимения. Москва: ЯСК, 2013. 606 стр.  (ISBN 978-5-9551-0642-7).
- Бабаев К. В., Архангельская А. А., Что такое Африка. Научно-популярное издание. Москва: РИПОЛ Классик, 2015. 480 с., илл.  (ISBN 978-5-386-08595-7).
- История человечества в великих документах. Москва: Эксмо, 2018. 416 с., илл.  (ISBN 978-5-699-99727-5).
- Введение в африканское языкознание. Москва: ЯСК, 2018. 352 с., илл.  (ISBN 978-5-6041006-1-5).
- Бабаев К. В., Самарина И. В.; Язык май. Москва: ЯСК, 2018. 576 с., илл.  (ISBN 978-5-907117-34-1).
- Венец моды и традиции. Головные уборы народов мира. Москва: РИПОЛ Классик, 2020. 192 с., илл.  (ISBN 978-5-386-13659-8).
- (en) Babaev, Kirill & Irina Samarina, A Grammar of May: an Austroasiatic Language of Vietnam. Leiden: Brill, 2021.  (ISBN 978-90-04-46105-5).
- От глиняной таблички до биткойна: как документы создавали наш мир. Москва: Бомбора, 2021. 416 с.  (ISBN 978-5-04-156081-2).